# La Grulla
La Grulla – miasto w Stanach Zjednoczonych, w stanie Teksas, w hrabstwie Starr.